# Milícia da Imaculada (Brasil)
Associação Milícia da Imaculada dos Frades Menores Conventuais conhecida como Milícia da Imaculada (também chamada de MI ou Exército da Imaculada) é uma associação pública de fiéis cristãos, fundada em 16 de Outubro de 1917, em Roma, por São Maximiliano Kolbe, destinada ao apostolado católico e apostolado mariano, que tem como ideal: "Conquistar o mundo inteiro para Cristo através da Imaculada".
No Brasil a Milícia da Imaculada deu seus primeiros passos com um grupo de leigos que já tinham o desejo de evangelizar com Maria. Tudo começou em Santo André, no dia 14 de novembro de 1987, com a veiculação de um programa com a duração de 5 minutos na Rádio Clube, com o tema Consagração a Nossa Senhora, que é para a Milícia o coração de todo o apostolado. Hoje a sede se encontra em São Bernardo do Campo onde tem o Santuário Imaculada Conceição e São Maximiliano Maria Kolbe, lugar de encontro diário com Jesus Eucarístico.
A Milícia da Imaculada é composta por leigos, sacerdotes, consagrados e religiosos, que são chamados de milites: soldados de Nossa Senhora. Graças ao empenho e à generosidade de cada milite, a Milícia da Imaculada no Brasil deu um salto na evangelização através dos meios de comunicação.
A Rádio Imaculada Conceição, é a primeira emissora, atualmente produz 24hs de programação “ao vivo” sem intervalos comerciais. A revista “O Mílite” era apenas um boletim, está com mais de 50 páginas contendo formação da nossa espiritualidade e informação da Igreja no Brasil e do mundo. O site surgiu em 1999, disponibilizando link’s sobre o movimento e onde se encontra textos, ouvir a rádio online simultaneamente pela página, dar a sua opinião, se formar e informar, coisa feita por internautas de mais de 40 países. A TV Imaculada Conceição em Campo Grande, que começou com o programa “Rosário em seu lar” com a duração de 1 hora e agora está expandindo sua programação.
Em 2017 a Milícia da Imaculada comemorou 30 anos de sua fundação no Brasil. Hoje com a ascensão da internet, redes sociais, e aplicativos para celular, ela continua evangelizando através dos mais modernos meios de comunicação viáveis assim como desejou e seu fundador São Maximiliano Kolbe.

## História

### Início
Uma noite sem lua, sem estrelas. Uma caminhonete. Uma coroa do rosário. Uma prece. Um homem é seduzido pela imagem que vê. Os motores da caminhonete param. Do alto da Rua Itamarati, em Santo André, Frei Sebastião Benito Quaglio contempla de longe São Paulo e do outro lado a cidade de Mauá. Em silêncio, tudo observa, e uma inquietude o consome: "Meu Deus. Milhares de luzes. Como evangelizar todo o mundo? Como vamos entrar?". E como um relâmpago vem a resposta: "Pelas antenas!" O desejo de evangelizar com Nossa Senhora sempre permeou a vida deste franciscano menor conventual, vindo da Itália, chegou ao Brasil em 1966 e depois de alguns anos com ajuda dos leigos da Paróquia Santíssima Virgem onde era pároco, iniciou os trabalhos de evangelização com a Milícia da Imaculada.
Em 8 de dezembro de 1983, por ocasião da festa litúrgica da Imaculada Conceição,Frei Sebastião já falava sobre a Milícia da Imaculada com alguns paroquianos de sua confiança. Em agosto de 1986 convidou alguns deles para iniciar o trabalho da Milícia no Brasil. Em novembro do mesmo ano, mandou traduzir uma edição de uma revista estrangeira da Milícia. Desejando trabalhar com os meios de comunicação da Milícia da Imaculada Frei Sebastião apelou à sua comunidade religiosa, a Ordem dos Frades Menores Conventuais da Província São Francisco de Assis, para que apoiasse o movimento de São Maximiliano Kolbe. Defendia que a ordem deveria designar um responsável. Foi então feita uma eleição e ele próprio foi eleito por unanimidade, pois ninguém queria o trabalho e a responsabilidade. Não havia nenhuma adesão e nenhum recurso, somente o cargo de diretor. Em fevereiro de 1987 se fez um processo de arrecadação de recursos financeiros para os trabalhos e em outubro de 1987, Frei Sebastião e alguns leigos foram ver um prédio para sediar a Milícia da Imaculada, na Cidade dos Meninos Maria Imaculada, em Santo André no terreno que pertence a ordem dos franciscanos.
Então em Santo André, no dia 14 de novembro de 1987, finalmente a Milícia da Imaculada teve início na Diocese de Santo André, nascida da vontade do Frei Sebastião e da força dos leigos e leigas da Paróquia Santíssima Virgem em São Bernardo do Campo. Nesta data, foi criada então no Brasil, a Associação Milícia da Imaculada dos Frades Menores Conventuais.
Na ocasião Frei Sebastião fez uma explanação sobre o projeto da Milícia da Imaculada e todos os que ali estavam sentiram que uma semente fora plantada em seus corações e era necessário acreditar para que germinasse. O projeto era grande e audacioso e a mesma pergunta era feitas por todos: "Como vamos conseguir fazer tudo isso?". E Frei Sebastião respondeu: "Se vocês acreditarem em Nossa Senhora e quiserem levar essa obra em frente, Ela nos mostrará os meios". Algum tempo depois no dia 20 de março de 1988, foi realizado o primeiro retiro de formação com a presença de cerca de 100 pessoa, dentre eles a grande maioria, casais da Paróquia Santíssima Virgem, sempre com o objetivo de levar o ideal do santo fundador São Maximiliano Kolbe, "Conquistar o mundo inteiro para Cristo pela Imaculada".

### Primeira Sede Nacional
Os franciscanos cederam um prédio antigo que estava abandonado, um antiga coelheira que ficava ao lado da casa convento do Frei Sebastião, localizado na Rua América do Sul, 235 no bairro Parque Novo Oratório em Santo André. O começo, como quase sempre acontece com as grande obras que visam à construção do Reino de Deus, veio marcado pela cruz, dificuldades e sofrimento. A estrutura era deficiente. O galpão tinha a necessidade de ser totalmente reconstruído, e materiais doados, os leigos começaram a construção da primeira sede nacional e dos primeiros estúdios da Milícia da Imaculada. Após o reparo do prédio, foram feitos os setores na qual a Milícia passaria a atuar. O atendimento telefônico, administração, redação que mais tarde se tornaria a revista "O Mílite". E o principal meio de comunicação do movimento, os estúdios que mais tarde seriam da Rádio Imaculada Conceição. Tambémm havia um trabalho social para dependentes químicos, no entanto com o crescimento da Milícia foi extinto. Com o tempo também foi construído um monumento dedicado à Imaculada Conceição, simbolo da Milícia da Imaculada e uma pequena capela.

### Revista O Mílite
O primeiro veiculo de comunicação da Milícia da Imaculada começou timidamente com uma revistinha chamada "Milícia da Imaculada", criada em 1985 pelo Frei Sebastião que coordenando a publicação de um folheto mariano impresso em papel sulfite em um mimeógrafo antigo e distribuído aos fiéis da Paróquia Santíssima Virgem, em São Bernardo do Campo. Quem o ajudava nessa época, era o Grupo Franciscano, um grupo que trabalhava no atendimento material e espiritual dos pobres da paróquia. Foram editados dois números dessa forma. As matérias tinham como assunto principal a mariologia e o franciscanismo. Por causa dos custos da edição da revista, só em 1987 saiu o número 7, falando sobre os dogmas e os títulos de Maria. A necessidade de fazer um trabalho mais concreto, que tivesse como base a devoção a Nossa Senhora, e um conhecimento mais aprofundado sobre o movimento da Milícia da Imaculada. As edições nº8 em 1988, nº9 em 1989 e nº10 em 1990. A revista era cara, estava sendo publicada apenas uma vez por ano. Algumas pessoas da equipe de coordenação tiveram então a iniciativa de publicar um outro folheto que fosse destinado apenas aos mílites que se reuniam mensalmente nos círculos. Para diferenciar esse folheto (ou boletim mensal) da revista que já existia, foi colocado o nome de “O Mílite”.  Aos poucos, o movimento da Milícia da Imaculada tomou forma, cresceu e em abril de 1991 o boletim começou a ser impresso em gráfica e ganhou um formato maior, foi aumentado para duas folhas, em maio de 1993 e em agosto de 1994, “O Mílite”, em seu nº 52, passa a ter formato de revista e não mais de boletim. Hoje a revista tem uma tiragem de aproximadamente 60.000 exemplares com média de 25 páginas, com matérias desde informações da igreja, política, bem estar, etc. É enviada para todos os estados do Brasil e todos os continentes onde os mílites estão presentes. A revista é enviada juntamente com um boleto para que cada mílite possa doar com a quantia que desejar, para que a obra da Milícia da Imaculada continue evangelizando através dos meios de comunicação.

### Rádio Imaculada Conceição
Logo depois começou a fazer um programa para rádio, indo ao ar pela primeira vez em 1 de março de 1988, na Rádio Clube (hoje Rádio Trianon) de Santo André. Começou assim, o sonho de difundir a Boa-nova do Reino por meio das ondas do rádio. Foram apenas cinco minutos, no horário das 5:25h às 5:30 da madrugada. Nascia assim o programa "Consagração a Nossa Senhora", que consistia basicamente em uma oração, um pensamento e a participação de um líder eclesiástico local.
O programa era feito com gravadores antigos, ganhados de presente. Não se tinha dinheiro, usavam-se rolos antigos e então colava com fita adesiva. As gravações eram feitas na casa dos leigos, dentro de um guarda roupa. A sonoplastia, era feita da seguinte forma: Fechavam-se todas partas da casa e dentro de um quarto com as postas do guarda roupas abertas para abafar o som, colocava-se um toca discos do lado esquerdo para realizar o fade-in com uma trilha sonora ao centro a oração e gravação da voz do Frei Sebastião ou líder eclesiástico local e ao lado direito outro toca discos com outra trilha sonora para o fade-out. Depois de um tempo, conseguiu-se pagar um trabalho profissional e gravar nos estúdios da rádio.
No dia 5 de março de 1995, por meio das ondas médias, curtas e ondas tropicais, a programação da Milícia da Imaculada é transmitida para todo o Brasil. Os leigos do movimento assumem o compromisso de manter diariamente uma programação das 0h às 5h da madrugada na Rádio Aparecida. Porém desejando que a Milícia tivesse sua própria rádio, Frei Sebastião, junto de Dom Cláudio Hummes, na época bispo da Diocese de Santo André, foram à Europa levantar fundos, mas pouco conseguiram num primeiro momento. Parecia impossível, pois por uma rádio pequena, a Rádio Mauá, de 1 KW, que em Mauá estavam oferecendo sua concessão, queriam cerca de 2 milhões de dólares. Junto com os leigos fizeram inúmeras campanhas para a compra da rádio.
Então no dia 11 de maio de 1995, com apoio das dioceses de Santo Amaro e de Santo André, ambas em São Paulo e a participação de leigos da região, a Milícia da Imaculada adquire sua primeira emissora. No dia 3 de abril de 1996, inicia-se a transmissão de rádio via satélite. A partir de outubro de 1998, a emissora passou a ser chamada e conhecida como Rádio Imaculada Conceição.
Aos poucos a emissora cresceu e foi adquirindo outras emissoras próprias e filias por todo o Brasil. O diretor artístico da Rádio Imaculada, Ademir Mamede Veschi, em entrevista para o jornal A Boa Nova, da Diocese de Santo André, revela que a Rádio Imaculada operava inicialmente com 1.000 watts de potência abrangendo a Região do Grande ABC. Posteriormente, com aumento da potência para 5.000 watts ampliou o alcance da emissora para os 39 municípios que compõem a Grande São Paulo. Com essa providência, a audiência da emissora cresceu, conforme certificação do IBOPE para 7ª colocação do ranking geral das 28 emissoras AM da Grande São Paulo, e a primeira do Grande ABC. Além de também ser transmitida através da internet.

#### Rede Milícia Sat
Em 1995, quando a instituição adquiriu a Rádio Mauá, instalada no Município de Mauá, no Grande ABC, as rádios católicas funcionavam isoladas, mas a Igreja alterou sua estratégica e aplicou o sistema de rede, com programação nacional, via satélite. A rede católica de rádios começou com 159 emissoras isoladas transformando-se em rede nacional, até então não tinham um comando central. A Rádio Imaculada Conceição passou a assumir 24 horas de uma programação cotidiana e passou a ser geradora da Rede Milícia Sat, que com o Programa "A Igreja no Rádio", produzido pela Milícia da Imaculada e começou a despertar o interesse de outras emissoras pela suas propostas de evangelização, passando, então, a ser gerado Via Satélite.

### Internet
O site da Milícia da Imaculada surgiu em 1999, disponibilizando link’s sobre o movimento e onde se encontra textos, ouvir a rádio online simultaneamente pela página, dar a sua opinião, se formar e informar, coisa feita por internautas de mais de 40 países.

### TV Imaculada Conceição
A história do canal teve início no dia 5 de Julho de 2001, quando foi concedido pelo governo, um canal de TV na cidade de Campo Grande, Mato Grosso do Sul. Em 2002 a emissora transmitia a programação da Rádio Imaculada Conceição 1490 AM, na época com a sede ainda em Santo André. Então em março de 2003 passou a veicular publicidades e programas produzidos pela Milícia da Imaculada. A primeira transmissão ao vivo diretamente de Campo Grande aconteceu em 8 de dezembro de 2004, dia da Imaculada Conceição, quando foram transmitidos a Santa Missa às 6:00 horas da manhã e o programa “O rosário em seu lar” as 18:00 horas.
Atualmente a emissora está com sinal 24 horas no ar, com uma programação voltada para a família, contando com parcerias nas produções e veiculações dos programas. A programação em tempo real também pode ser acompanhada pelo site da oficial da Milícia da Imaculada.

### Nova Sede Nacional
Desde 2005, a Milícia da Imaculada está localizada no na Estrada do Morro Grande, 870 no bairro dos Finco, Riacho Grande em São Bernardo do Campo, onde está a Rádio Imaculada Conceição, a redação da revista O Mílite, toda a administração, central de pedidos de oração e cadastro dos mílites e o Santuário Imaculada Conceição e São Maximiliano Maria Kolbe. As antenas da emissora ainda se encontram na Cidade dos Meninos Maria Imaculada em Santo André, próximo a antiga coelheira onde tudo começou e hoje é o centro franciscano dos frades conventuais. A Milícia da Imaculada ainda realiza retiros formativos para os antigos e novos milítes, voluntários e voluntárias e os colaboradores da obra. Na nova sede ainda surgiram outros setores de evangelização que englobam a M.I.

### Santuário Imaculada Conceição e São Maximiliano Maria Kolbe
O Santuário foi inaugurado em 2006, nele são celebradas missas e há adoração a onde se encontra Jesus Sacramentado em intercessão pelos mílites e colaboradores. Em 25 de março de 2014 com a benção de Dom Nelson Westrupp, de fato, se tornou oficialmente um Santuário. O santuário é marcado por paredes translúcidas, onde de dentro é possível ver toda a vegetação da Mata Atlântica. Visto de fora, o telhado e as colunas laterais formam a letra "M" de Maria. A torre onde está o sino ergue-se no meio como um "I" de modo que a construção, com seu desenho, forma as iniciais de "Milícia da Imaculada".

### O Pequeno Mílite
Em 2014 nasce o no fruto da revista "O Mílite". A Milícia da Imaculada edita a revista "O Pequeno Mílite", voltada ao público infantil. Mensalmente as crianças recebem um edição especial produzida com atenção e carinho pela equipe da M.I.

## Missionárias e Missionários da Imaculada - Padre Kolbe
Com a missão de assumirem a evangelização da Milícia da Imaculada no Brasil, juntos com as missionárias estão presentes como missionários sacerdotes no estado de São Paulo, Mato Grosso do Sul, Goiás e Maranhão atuando nos meios de comunicação do movimento como a Rádio e TV Imaculada Conceição e a revista O Mílite, o carisma mariano kolbiano da Milícia da Imaculada.

### Missionárias
Com o crescimento da Milícia da Imaculada no Brasil que ainda estava na cidade dos meninos em Santo André, vendo e o trabalho desenvolvido com os leigos, o diretor Frei Sebastião Benito Quaglio, desejou aprofundar-se ainda mais no movimento da Milícia da Imaculada. Foi quando viu a necessidade de ter pessoas consagradas com o mesmo ideal da M.I. Em 1995, Um frade da Argentina, diretor das Caritas, também franciscano conventual, estava visitando a sede no Brasil e notou que a expansão da M.I. Contou então ao Frei Sebastião sobre o Missionárias da Imaculada - Padre Kolbe que vivia o carisma de São Maximiliano Kolbe. Frei Sebastião viajou a Itália e lá encontrou com a diretora geral do instituto na época Rosana Mariano e pediu se as missionárias podiam ir para o Brasil. Dentre muitas negociações, pois seria uma decisão muito difícil para elas, um ano depois Frei Sebastião voltou a Itália na companhia de Dom Cláudio Hummes, na época bispo da Diocese de Santo André e com Frei Bruno, que era provincial da Província São Francisco de Assis da Ordem dos Frades Menores Conventuais e então finalmente foi decidido que mandariam as primeiras missionárias para assumir a Milícia da Imaculada.
Então em 13 de fevereiro de 1996, vindas da Itália as três primeiras missionárias, Marina Mellis, Alejandra Camilo Moreno e Giovanna Venturi, hoje diretora geral do instituto, e fundaram a primeira Casa da Imaculada na cidade de São Bernardo do Campo onde é até hoje a sede central do instituto no Brasil na Diocese de Santo André. Em 20 de fevereiro de 2000 foi realizada a profissão religiosa dos votos de castidade, pobreza e obediência das duas primeiras missionárias brasileiras, Marisa Cristina Vieira e Maria de Lourdes Crespan, tendo seus votos sido recebidos no Brasil pelo próprio Padre Luigi Maria Faccenda, fundador do instituto.

### Missionários
A história do instituto nasce também a partir do crescimento da Milícia da Imaculada no Brasil e a vinda das Missionárias da Imaculada - Padre Kolbe em 13 de fevereiro de 1996, quando a M.I. ainda estava na cidade dos meninos em Santo André. Vendo o trabalho desenvolvido com os leigos, o diretor Frei Sebastião Benito Quaglio, desejou aprofundar-se ainda mais no movimento da Milícia da Imaculada. Foi quando viu a necessidade de ter pessoas consagradas com o mesmo ideal da M.I. além do ramo feminino das missionárias um ramo masculino. Conhecendo e aprofundando-se no carisma mariano e kolbiano, Frei Sebastião foi novamente para a Itália procurar o fundador do instituto, Padre Luigi Faccenda e lhe pediu para fundar o ramo masculino. Ele pediu ao Frei Sebastião que voltasse a procurá-lo dali a oito dias. Decorrido esses dias, ao vê-lo novamente, ele lhe deu um documento que havia escrito há muito tempo, onde se lia que estava proibido fundar o ramo masculino.
No entanto dentre diversas conversas, no dia da festa litúrgica de Nossa Senhora de Lourdes, ele autorizou o nascimento dos Missionários da Imaculada - Padre Kolbe, em 11 de fevereiro de 1997, que a partir de então começaria o ramo masculino do instituto no Brasil. Seis jovens do Brasil deram início a tal experiência guiada da sabedoria e iluminada pelo então diretor do instituto Frei Sebastião. Mais tarde o instituto foi aprovado pelo bispo da Diocese de Santo André, Dom Nelson Westrupp e pela Província São Francisco de Assis da Ordem dos Frades Menores Conventuais no Brasil.

## Jovens da Milícia da Imaculada
São jovens de diversas paróquias e diversas realidades que compartilhando o ideal da Milícia da Imaculada vivemos seu Carisma mariano, missionário e kolbiano. Cada jovem da Milícia é convidado a entregar sua vida nas mãos de Maria para que, como dizia São Maximiliano Kolbe: “nos tornemos propriedade Dela, sendo perfeitos instrumentos em suas mãos” e como Maria, a primeira missionária, queremos continuar sua missão de levar todos homens a Jesus!
Um jovem da Milícia é aquele que diz “sim” a esse projeto de evangelização, não importa onde esteja!
As atividades dos jovens têm duas direções: a formação dos membros e o trabalho de conquistar mais jovens espalhados pelo Brasil e o Mundo para este grande Ideal! Em São Paulo, os Jovens da MI coloaboram com a MI nos eventos e divulgações, além de evangelizar através de Teatro, música e dança. O foco é o retiro para preparar novos jovens que desejam se consagrar à Imaculada!
Em Campo Grande,MS,  os jovens da MI colaboram com a TV Imaculada Conceição e produzem o programa – “A Hora do Jovem”.
Em Breve, no Pará , os Jovens da Milícia desenvolvem vários trabalhos em conjunto com a Igreja local, com atividades e retiros para jovens. Tem até um time de futbol da Milícia da Imaculada!Existem muitos outros Jovens da Milícia e no mundo que não estão colocados, pois o trabalho é muito amplo! 